# Búnquer de la Talaia
El Búnquer de la Talaia és una obra de Salou (Tarragonès) inclosa a l'Inventari del Patrimoni Arquitectònic de Catalunya.

## Descripció
El búnquer es troba emboscat a l'indret anomenat La Talaia, situat al nord del Cap de Salou dins del terme municipal d'aquesta vil·la.
Aquesta construcció militar formava part de la línia defensiva marítima que protegia la costa tarragonina durant la Guerra Civil. L'estructura de l'entramat de passadissos i sales subterrànies està feta de formigó.